# Vladimir Isajtsjev
Vladimir Jevgenjevitsj Isajtsjev (Russisch: Владимир Евгеньевич Исайчев; Samara, 26 april 1986) is een voormalig Russisch wielrenner die het grootste deel van zijn loopbaan reed voor het Russische Katjoesja.
Hij werd in 2003 Europees kampioen op de ploegenachtervolging bij de junioren, samen met Michail Ignatiev, Nikolaj Troesov en Anton Mindlin. In 2012 boekte hij zijn eerste profoverwinning op de weg door de vijfde etappe van de Ronde van Zwitserland te winnen. In 2013 behaalde hij zijn tweede profoverwinning: het nationaal kampioenschap van Rusland.

## Baanwielrennen

### Palmares
| Jaar     | RK       | EK                   | WK       | Overig   |
| Junioren | Junioren | Junioren             | Junioren | Junioren |
| -------- | -------- | -------------------- | -------- | -------- |
| 2003     |          | Ploegenachtervolging |          |          |

## Wegwielrennen

### Overwinningen
2012
5e etappe Ronde van Zwitserland
2013
 Russisch kampioen op de weg, Elite
2015
3e etappe Ronde van Burgos
1e etappe Ronde van Oostenrijk (ploegentijdrit)

### Resultaten in voornaamste wedstrijden
| Jaar | Ronde van Italië | Ronde van Frankrijk | Ronde van Spanje |
| ---- | ---------------- | ------------------- | ---------------- |
| 2009 | 164e             |                     |                  |
| 2010 |                  |                     | 131e             |
| 2011 |                  | opgave              |                  |
| 2012 |                  |                     |                  |
| 2013 |                  |                     | 131e             |
| 2014 |                  | 157e                |                  |
| 2015 |                  |                     | opgave           |
| 2016 |                  |                     |                  |

| Jaar | Milaan-San Remo | Gent-Wevelgem | Ronde van Vlaanderen | Parijs-Roubaix | Parijs-Tours |  | WK op de weg |  | Wereldranglijsten |
| ---- | --------------- | ------------- | -------------------- | -------------- | ------------ |  | ------------ |  | ----------------- |
| 2009 |                 |               |                      |                |              |  |              |  |                   |
| 2010 |                 |               |                      |                |              |  |              |  |                   |
| 2011 | opgave          | opgave        | opgave               |                |              |  | 85e          |  | 222e (UWT)        |
| 2012 |                 | 19e           | 90e                  | opgave         | 79e          |  | 88e          |  | 179e (UWT)        |
| 2013 | 135e            | opgave        | 100e                 | opgave         |              |  |              |  |                   |
| 2014 |                 | 147e          |                      | 126e           | 126e         |  |              |  |                   |
| 2015 |                 | opgave        |                      | opgave         |              |  |              |  |                   |
| 2016 |                 |               |                      | opgave         | opgave       |  |              |  |                   |

## Ploegen
- 2005 –  Lokomotiv
- 2008 –  Xacobeo Galicia [a]
- 2009 –  Xacobeo Galicia
- 2010 –  Xacobeo Galicia
- 2011 –  Katjoesja Team
- 2012 –  Katjoesja Team
- 2013 –  Katjoesja Team
- 2014 –  Team Katjoesja
- 2015 –  Team Katjoesja
- 2016 –  Team Katjoesja

1. ↑  Tot Xacobeo half augustus de hoofdsponsoring overnam van Karpin, heette de ploeg Karpin Galicia.

Arguelyes · 
Broett · 
Caruso ·
Di Luca ·
Galimzjanov ·
Goesev ·
Horrach · 
Hoste · 
Ignatenko · 
Ignatjev · 
Isajtsjev ·
Ivanov ·
Karpets ·
Koetsjynski ·
Kolobnev ·
Kritski ·
Losada · 
Mironov ·
Moreno ·   
Ovetsjkin · 
Paolini ·
Pliușchin · 
Porsev · 
Pozzato · 
Rodríguez · 
Silin · 
Troesov · 
Trofimov ·
Vandenbergh · 
Vantomme ·
Vorganov
Belkov · 
Broett · 
Caruso ·
Florencio ·
Freire ·
Galimzjanov (tot 15/04) ·
Goesev ·
Haller ·
Horrach · 
Ignatenko · 
Ignatjev · 
Isajtsjev ·
Koetsjynski ·
Kolobnev ·
Kristoff ·
Kritski ·
Losada · 
Mensjov ·
Moreno ·   
Paolini · 
Porsev ·  
Rodríguez · 
Selig ·
Smukulis · 
Špilak · 
Tsatevitsj · 
Trofimov ·
Vantomme ·
Vicioso · 
Vorganov ·
Koeznetsov (stagiair) ·
Vorobjov (stagiair) ·
Zakarin (stagiair)
Belkov · 
Broett · 
Caruso ·
Florencio ·
Goesev ·
Haller · 
Ignatenko · 
Ignatjev · 
Isajtsjev ·
Koetsjynski ·
Koeznetsov ·
Kolobnev ·
Kozontsjoek ·
Kristoff ·
Kritski ·
Losada · 
Mensjov (tot 19/05) ·
Moreno ·   
Paolini · 
Porsev ·  
Rodríguez · 
Selig ·
Smukulis · 
Špilak · 
Tsatevitsj · 
Tsjernetski ·
Trofimov ·
Vicioso · 
Vorganov ·
Vorobjov ·
Antonov (stagiair) ·
Razoemov (stagiair) ·
Nikolajev (stagiair) 
Belkov · Broett · Caruso · Goesev · Haller · Ignatenko · Ignatjev · Isajtsjev · Koetsjynski · Koeznetsov · Kolobnev · Kotsjetkov · Kozontsjoek · Kristoff · Losada · Moreno · Paolini · Porsev · Rodríguez · Rybakov · Selig · Silin · Smukulis ·  Špilak · Trofimov · Tsatevitsj · Tsjernetski · Vicioso · Vorganov · Vorobjov · Bystrøm (stagiair)
Belkov · Bystrøm · Caruso · Guarnieri · Haller · Isajtsjev · Koeznetsov · Kolobnev · Kotsjetkov · Kozontsjoek · Kristoff · Lagoetin · Losada · Machado · Moreno · Paolini · Porsev · Rodríguez · Selig · Silin · Smukulis ·  Špilak · Trofimov · Tsatevitsj · Tsjernetski · Vicioso · Vorganov · Vorobjov · Zakarin · Politt (stagiair) · Restrepo (stagiair)
Belkov · Bystrøm · Guarnieri · Haller · Isajtsjev · Koeznetsov · Kotsjetkov · Kozontsjoek · Kristoff · Lagoetin · Losada · Machado · Mamykin · Mørkøv · Politt · Porsev · Restrepo · Rodríguez · Silin · Špilak · Taaramäe · Tsatevitsj · Tsjernetski · Van den Broeck · Vicioso · Vorganov · Vorobjov · Zakarin · Maes (stagiair)